# Mucor
Mucor è un genere di muffe rinvenute comunemente sulla superficie del suolo o delle piante, o nei vegetali divenuti marci o nei prodotti da forno andati a male (ad esempio, la muffa del pane). Alcune specie si sono altresì rivelate utili nella produzione dei formaggi e trovano applicazione nell'industria casearia.

## Descrizione
Le colonie del genere Mucor hanno una temperatura ottimale di crescita compresa tra i 25-30 °C e possono rapidamente arrivare a ricoprire l'intero mezzo di crescita. Le colonie possono svilupparsi fino a diversi centimetri in altezza e sono di aspetto bianco e lanugginoso con un nucleo leggermente scuro. Le colonie più vecchie hanno colorazione dal grigio a marrone a causa dello sviluppo di spore.
I sporangiofori dei Mucor possono essere semplici o ramificati e formano sporangi globulari che sono supportati e si elevano tramite una colonna con forma descritta da Columella. I funghi Mucor possono essere differenziati da muffe quali quelle dei generi Absidia, Rhizomucor e Rhizopus in base all'assenza di stoloni e rizoidi.
Molte specie di Mucor non sono infettive per gli esseri umani e gli animali endotermi, a causa del fatto che non sono in grado di svilupparsi in ambiente con temperatura superiore ai 37 °C. Una specie termoresistente, Mucor indicus, è l'unica che può rivelarsi infettiva, causando una particolare forma di zigomicosi, la mucormicosi.

## Specie principali
- Mucor amphibiorum
- Mucor circinelloides
- Mucor hiemalis
- Mucor indicus
- Mucor mietei
- Mucor pusillus
- Mucor racemosus
- Mucor ramosissimus